# گمینا سوخدنگوو
گمینا سوخدنگوو (به لهستانی:  Gmina Suchedniów) یک گمینا در لهستان است که در شهرستان سکارژسکو واقع شده‌است. گمینا سوخدنگوو ۷۴٫۹۴ کیلومتر مربع مساحت و ۱۰٬۸۴۳ نفر جمعیت دارد.